# Borkészítés

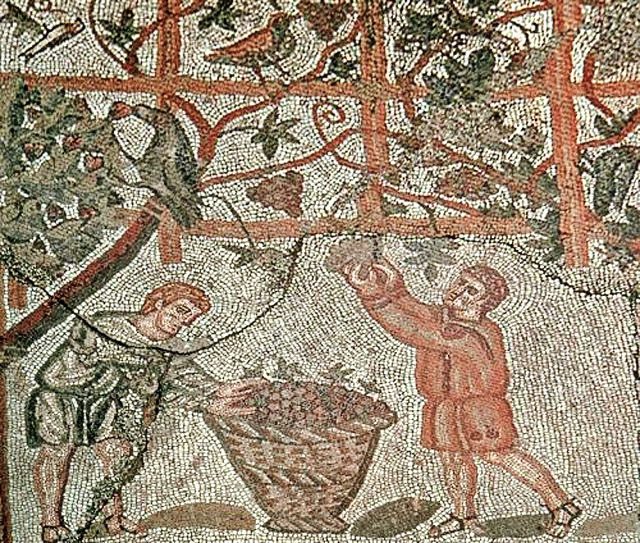
Szőlőszüret, római mozaik

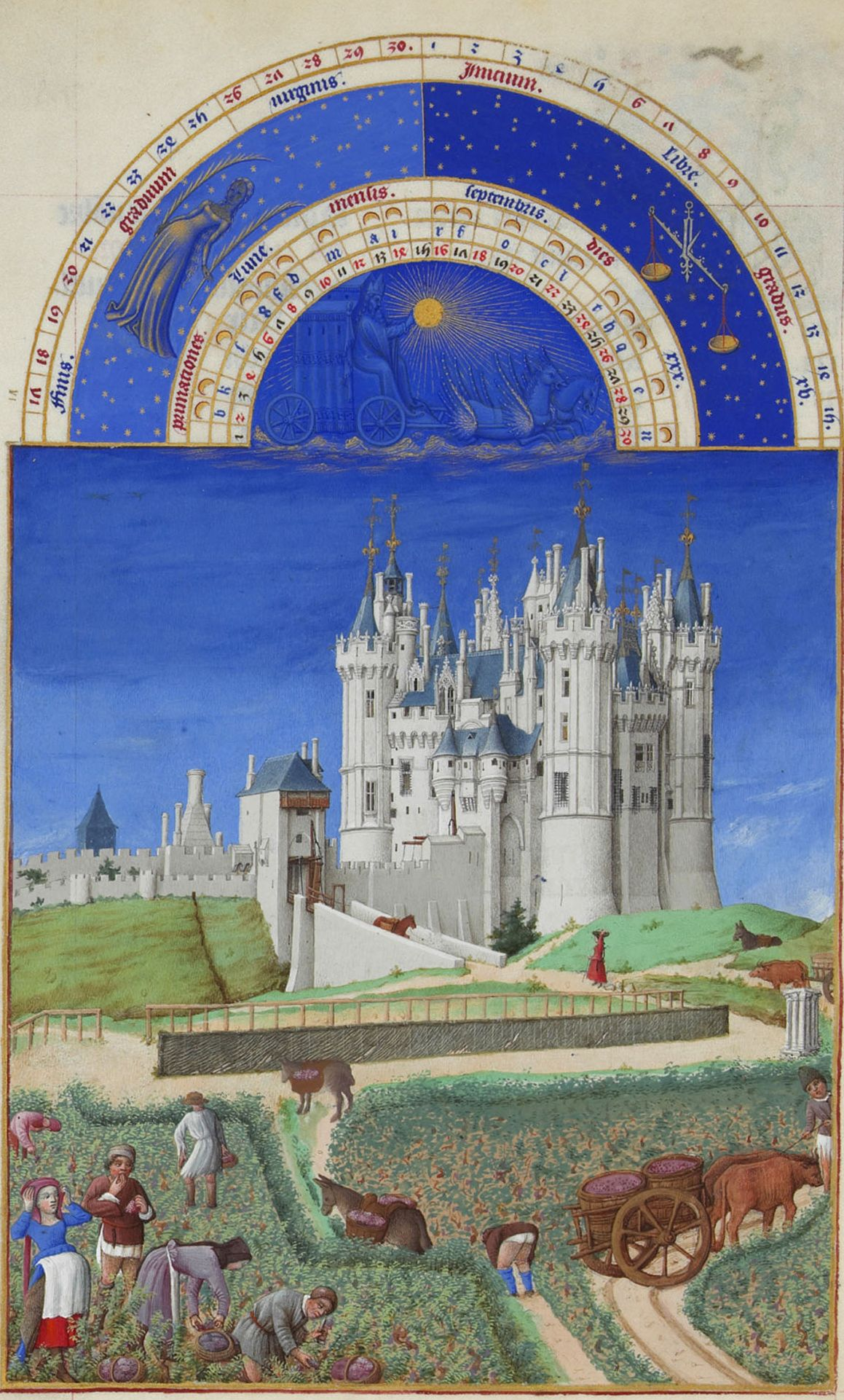
Szőlőszüret a középkori Franciaországban, Limbourg fivérek miniatúrája (1440)

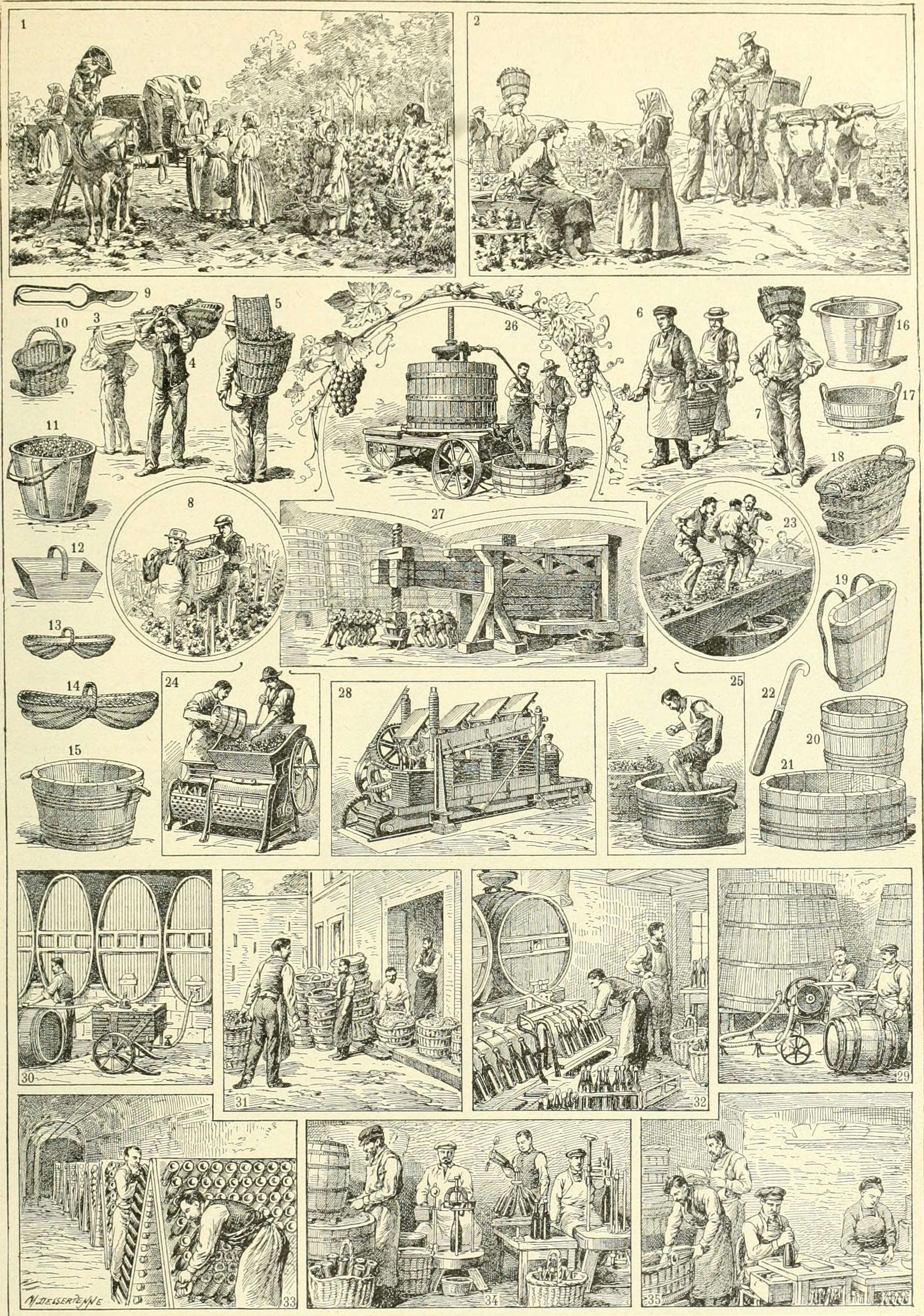
Szőlőszüret, bor és pezsgő készítése Franciaországban a 19. század végén, a Larousse Enciklopédia illusztrációja

A borkészítés folyamata alatt a szőlőfeldolgozást és erjesztést, továbbá a borok érlelését, készre kezelését és az ezeknél alkalmazott technológiai eljárásokat értjük. A gyümölcsbor is hasonló eljárások során készül, de sem ez, sem pedig a borról elnevezett egyéb italok (például a mézbor és a rizsbor) nem tartoznak a borkészítés tárgykörébe.
A technológia és eszközeinek megválasztása attól függ, hogy milyen alapanyagból – amit a területi, piaci (vagyis az ökológiai, infrastrukturális, kulturális) adottságok és igények, a szőlőfajta és művelésmód, a szüret időpontja és módja befolyásolnak –, milyen típusú és minőségű bor készül.

## Borkészítés alapjai

### Eszközök
- Szőlőszállító eszközök
- Puffertartály
- Bogyózó
- Zúzó
- Léelválasztás eszközei
- Érlelő, tároló edények
- Szivattyúk

### Lépései
- Szőlő szállítása, átvétele
- Szőlő feldolgozása
  - Bogyózás (választható)
  - Zúzás (választható)
  - Sajtolás
- must kezelése (választható)
- Mustjavítás (választható)
- Erjedés
- Almasavbontás (választható)
- Érlelés (választható)
- Borkezelés, stabilizálás (választható)
- Borjavítás (választható)
- Vizsgálatok

## Borok készítése
Készítésük (az alapanyag és a technológiai lépések) szerint különböző borkategóriákat különböztetünk meg.
Fehérborok készítése
Rozé borok készítése
Siller borok készítése
Vörösborok készítése
Túlérett szőlőből készült bor
Pezsgő készítése
Gyöngyöző- és habzóborok készítése
Likőrbor készítése

## Képek

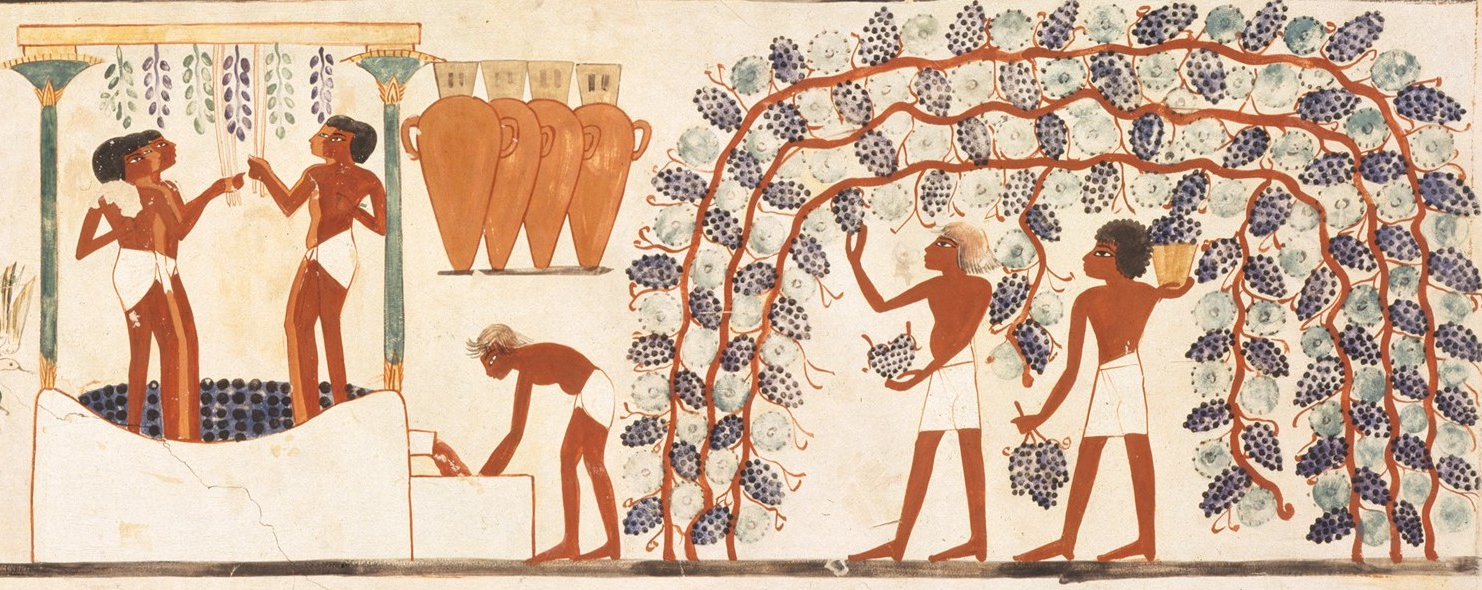
Borkészítés az ókori Egyiptomban
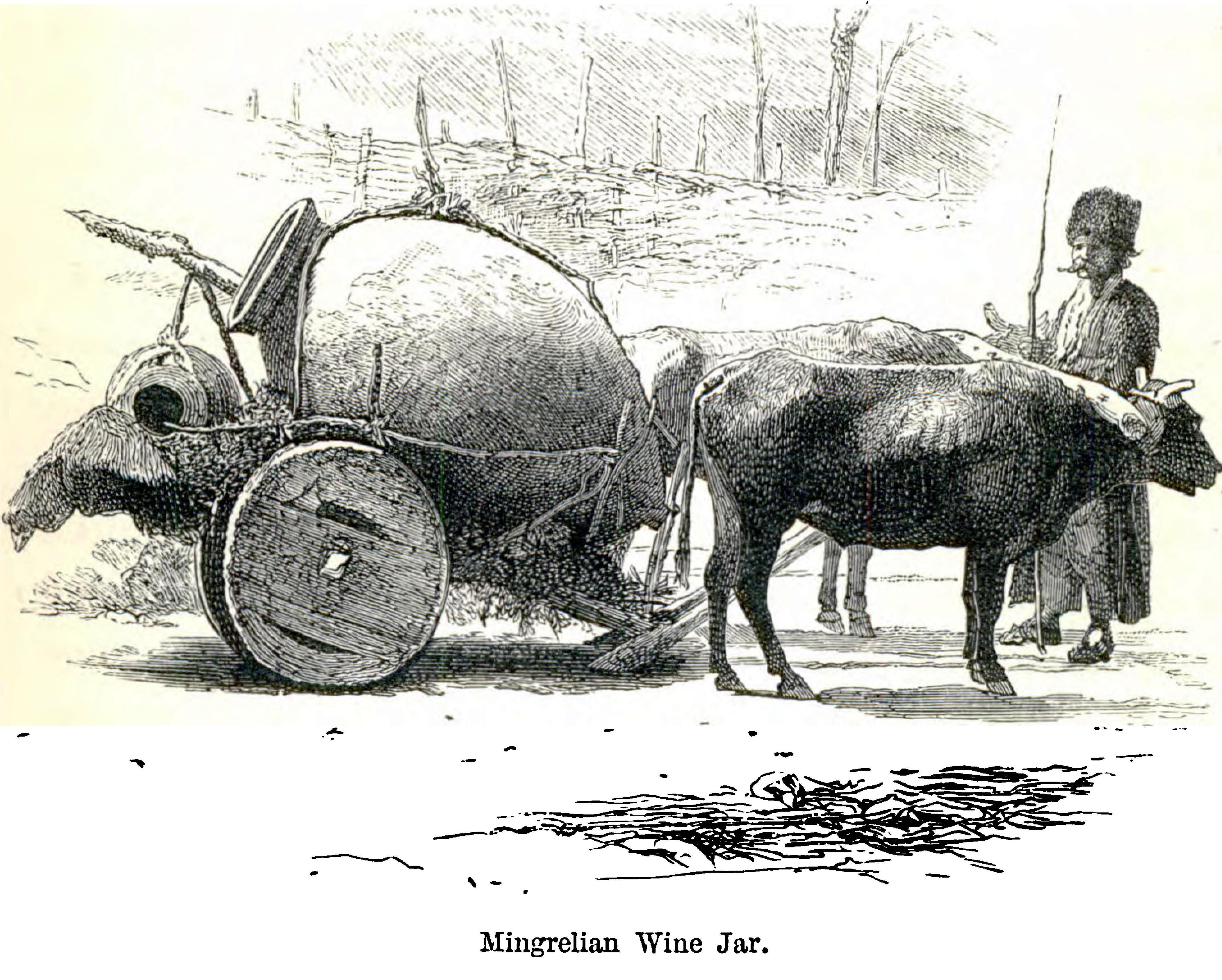
Grúz borok erjesztésére szolgáló edényt, egy kvevrit szállító kaukázusi borász (1869)
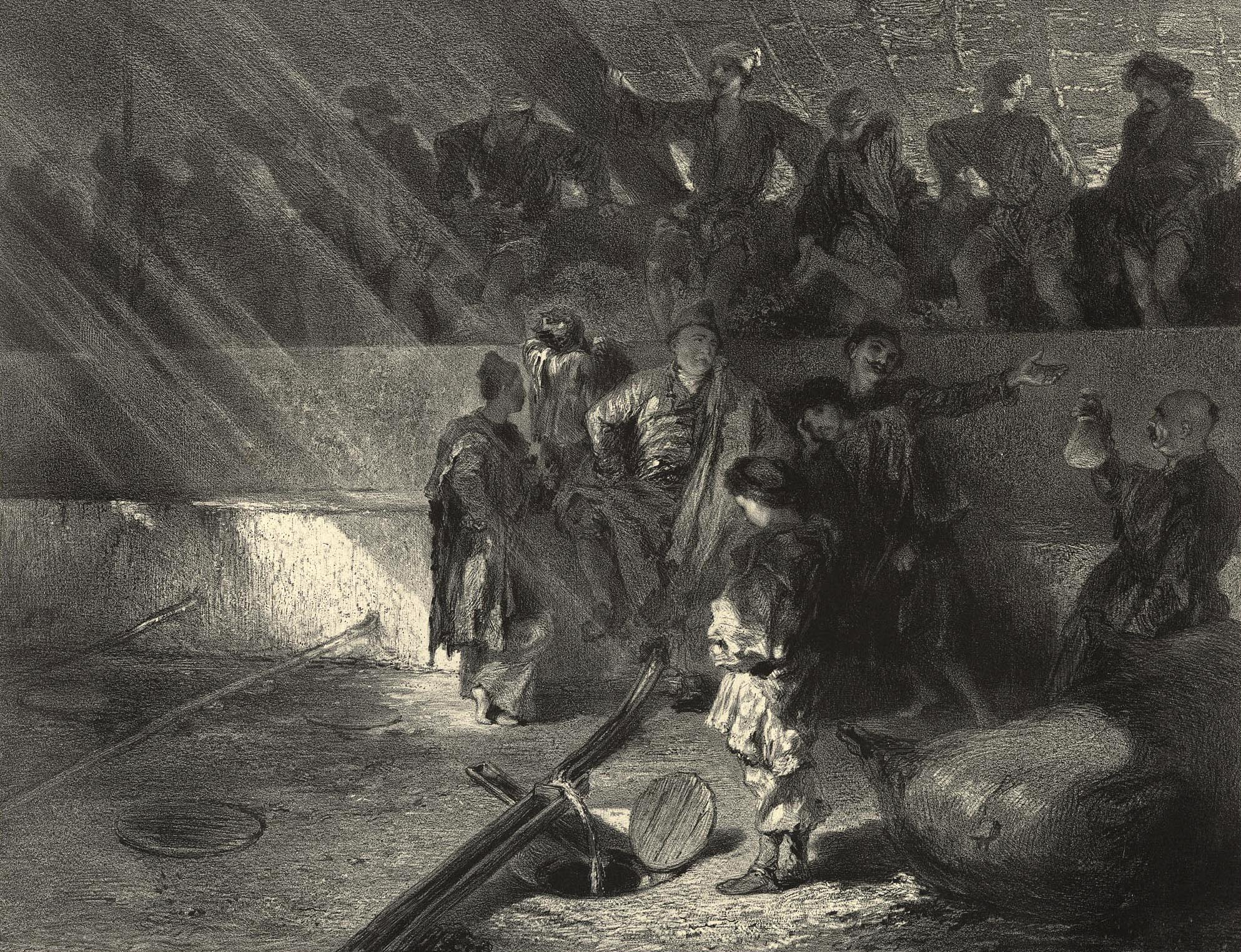
Borkészítés Grúziában a földbe ásott óriási kvevri nevű agyagkorsóban 1850 körül
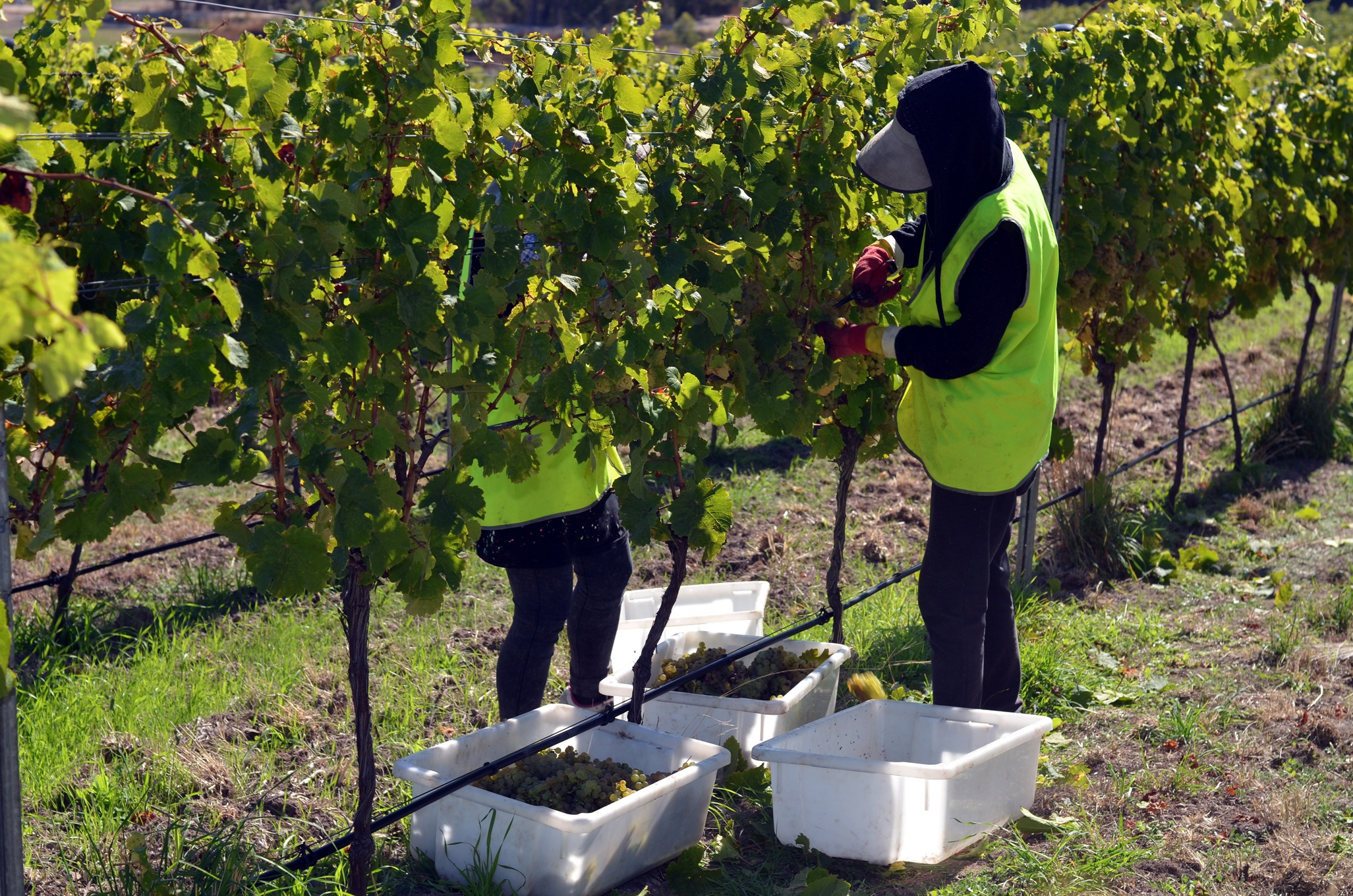
Szőlő kézi szüretelése napjainkban
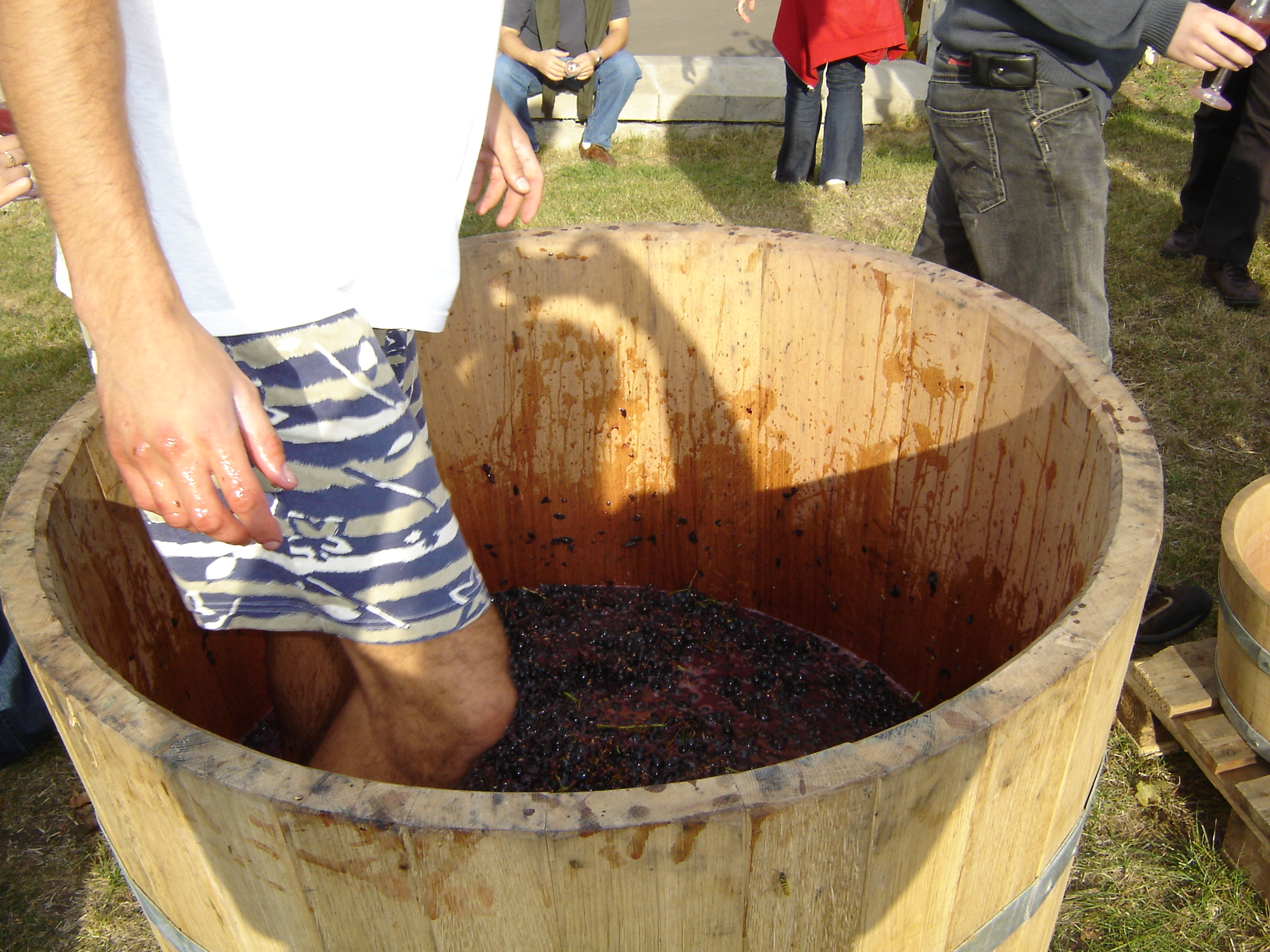
Szőlőtaposó kád az Egri borvidéken (2006)
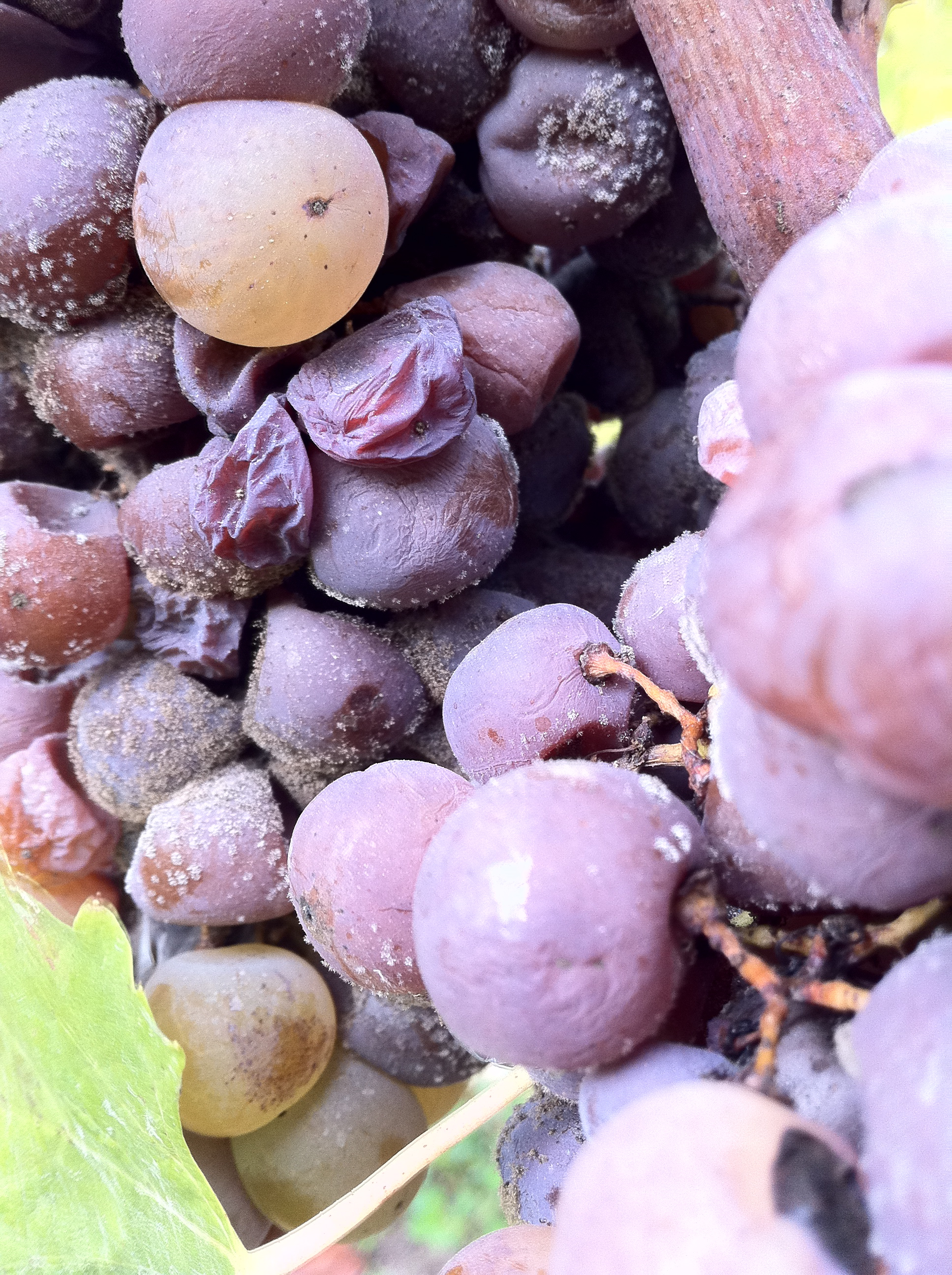
Botrytis cinerea a szőlőbogyón
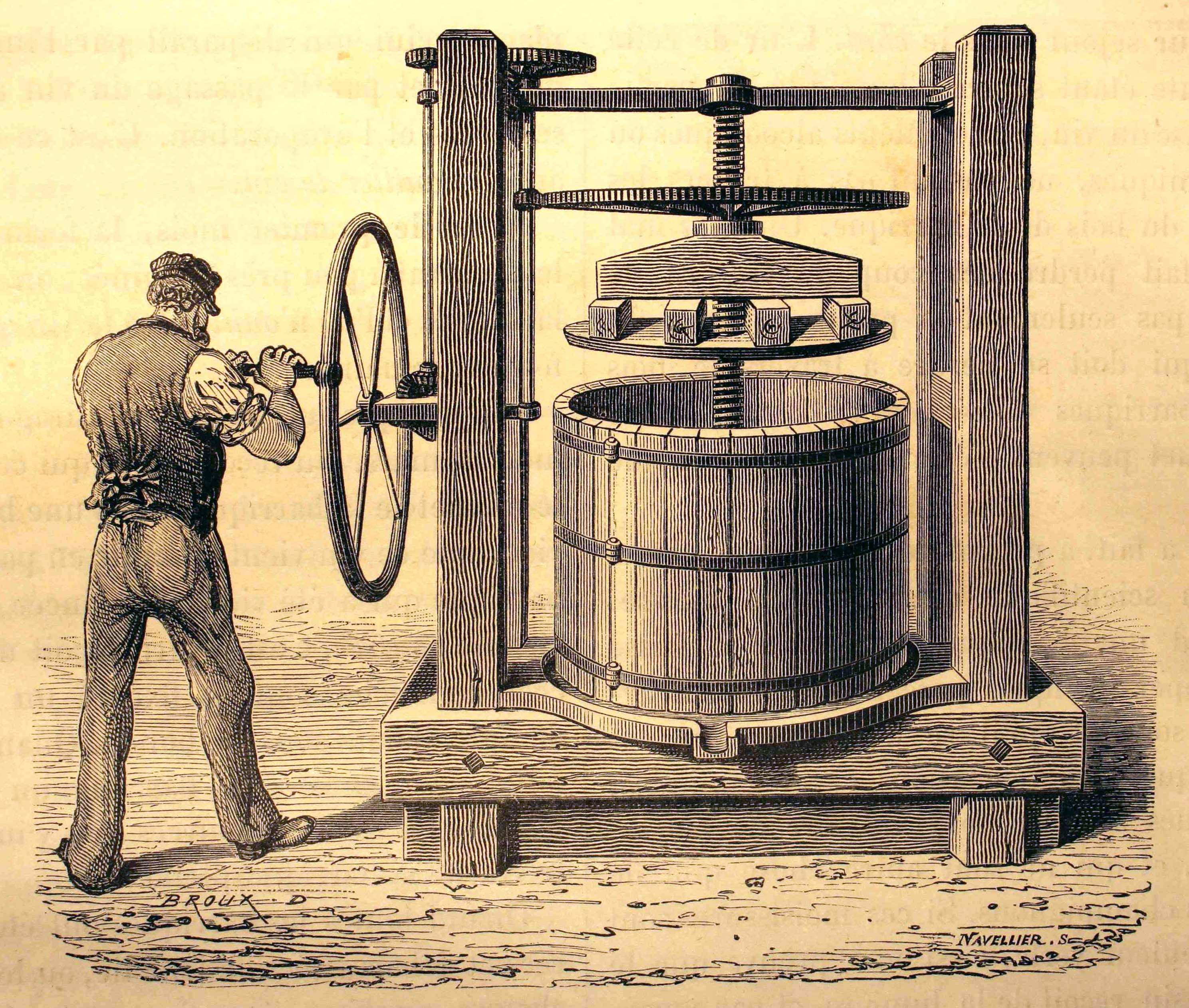
Szőlőprés 1873-ból
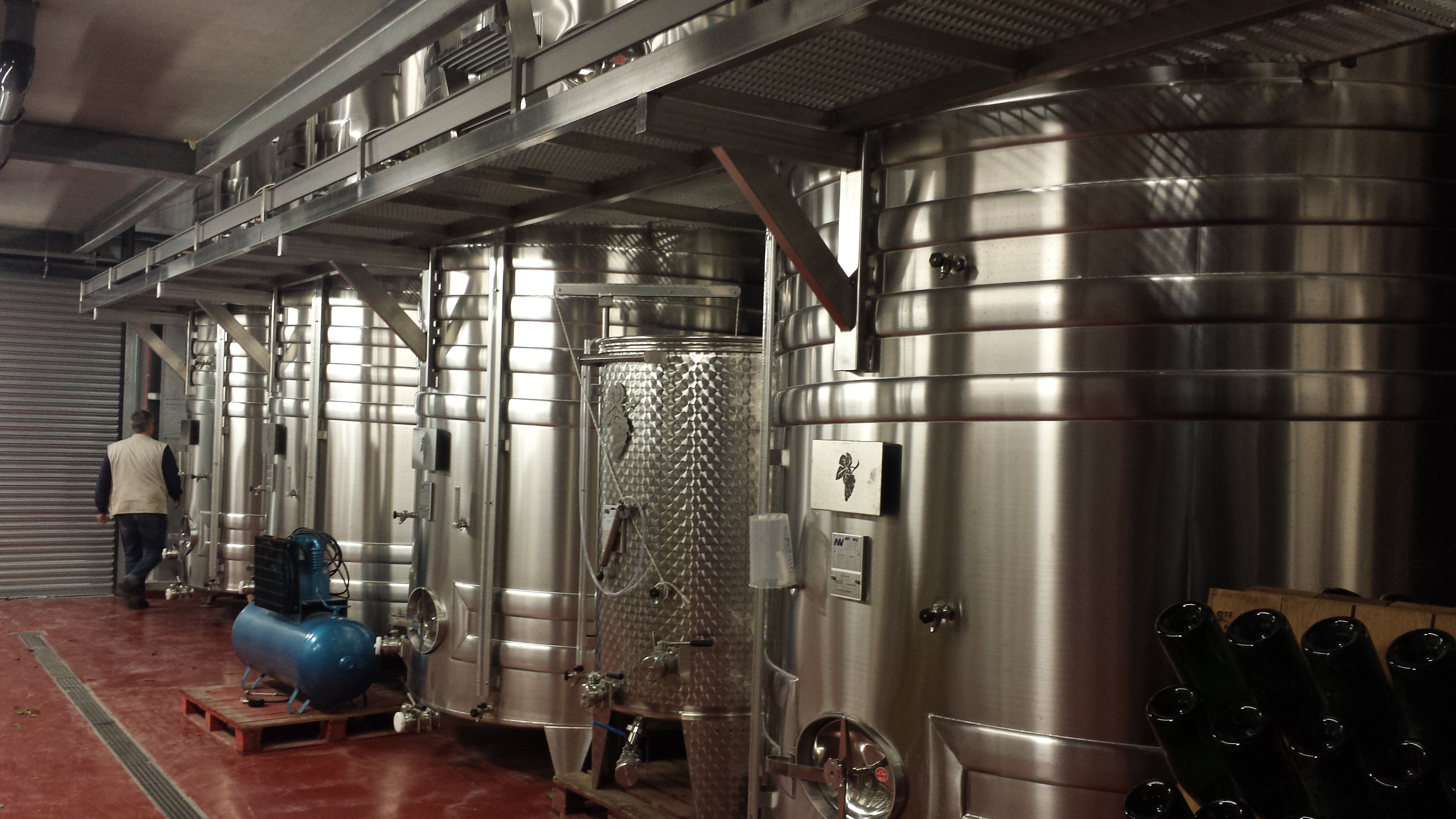
Óriási rozsdamentes erjesztő tartályok egy angol borászatban
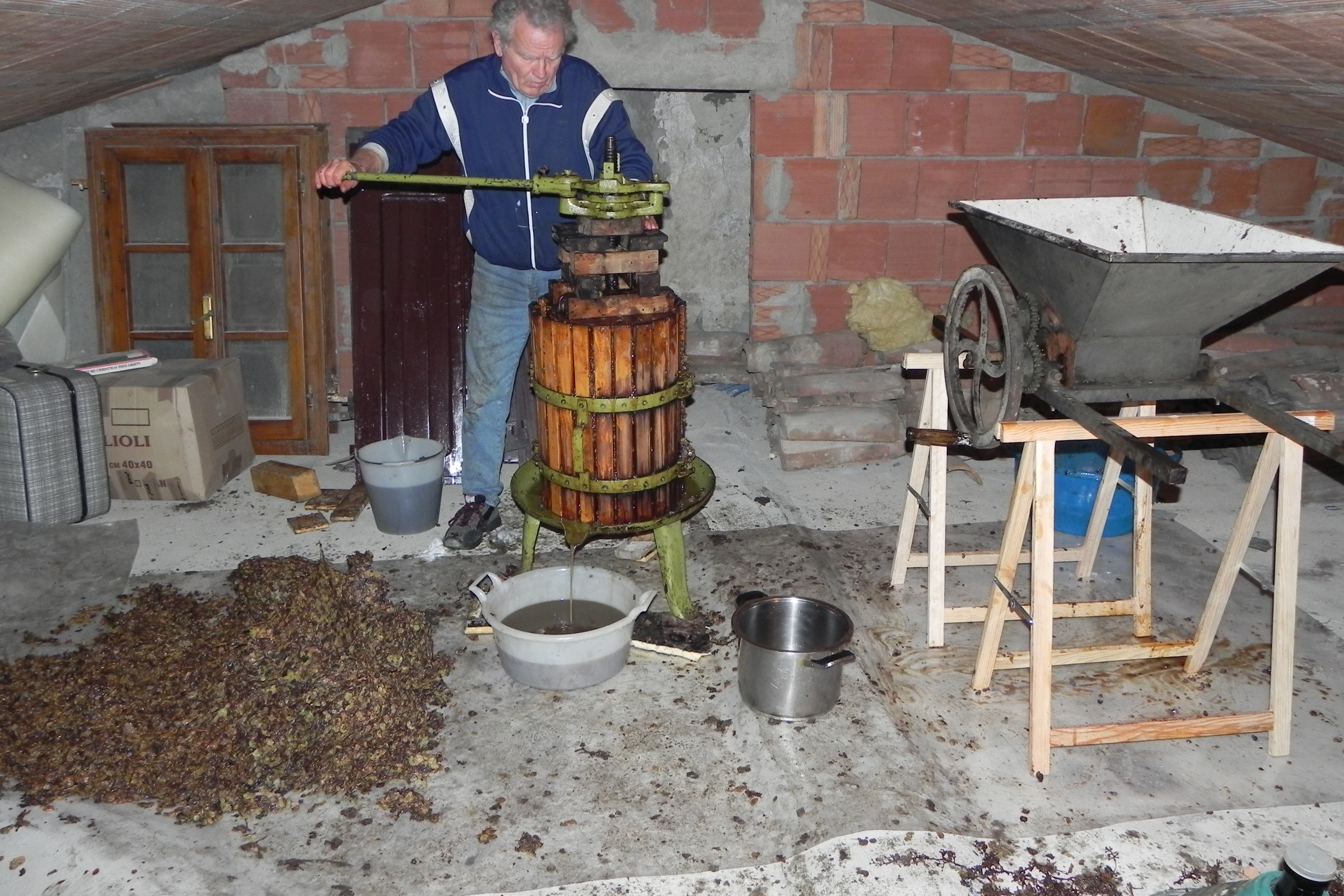
Konvencionális borkészítés, szőlő sajtolása kézi szőlőpréssel
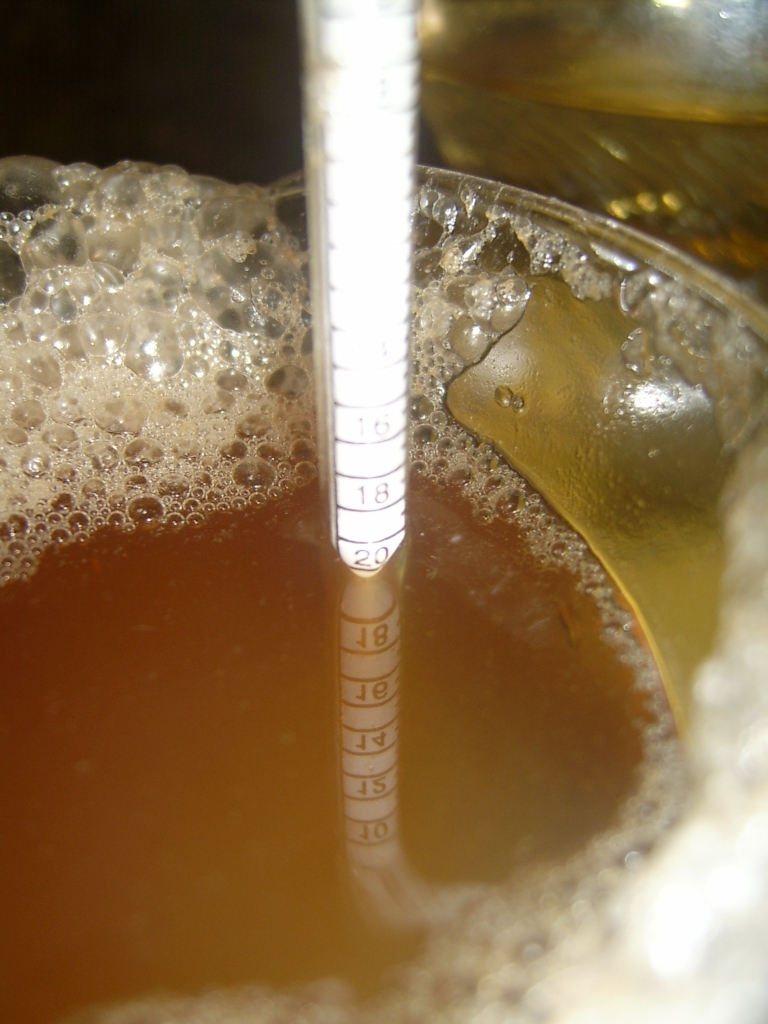
Mustfokoló
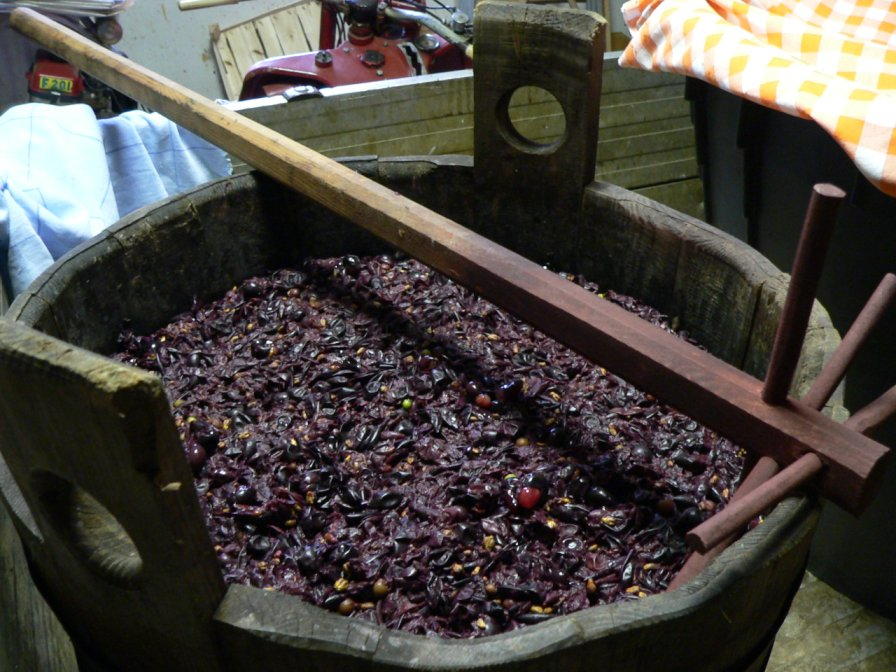
Must erjedése
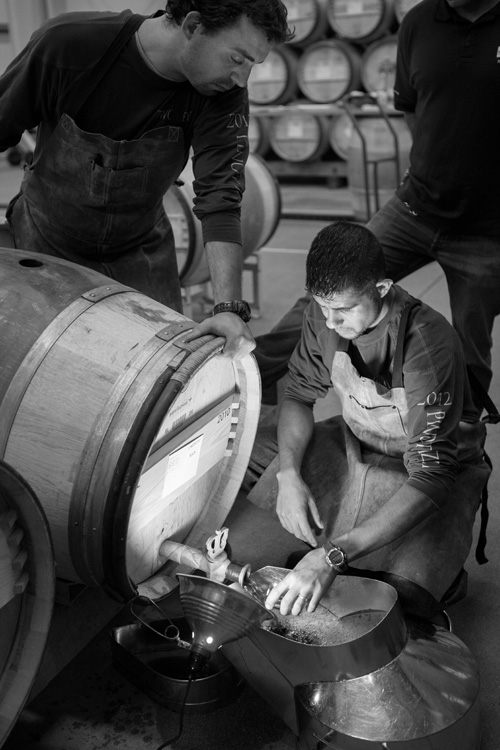
Fejtés
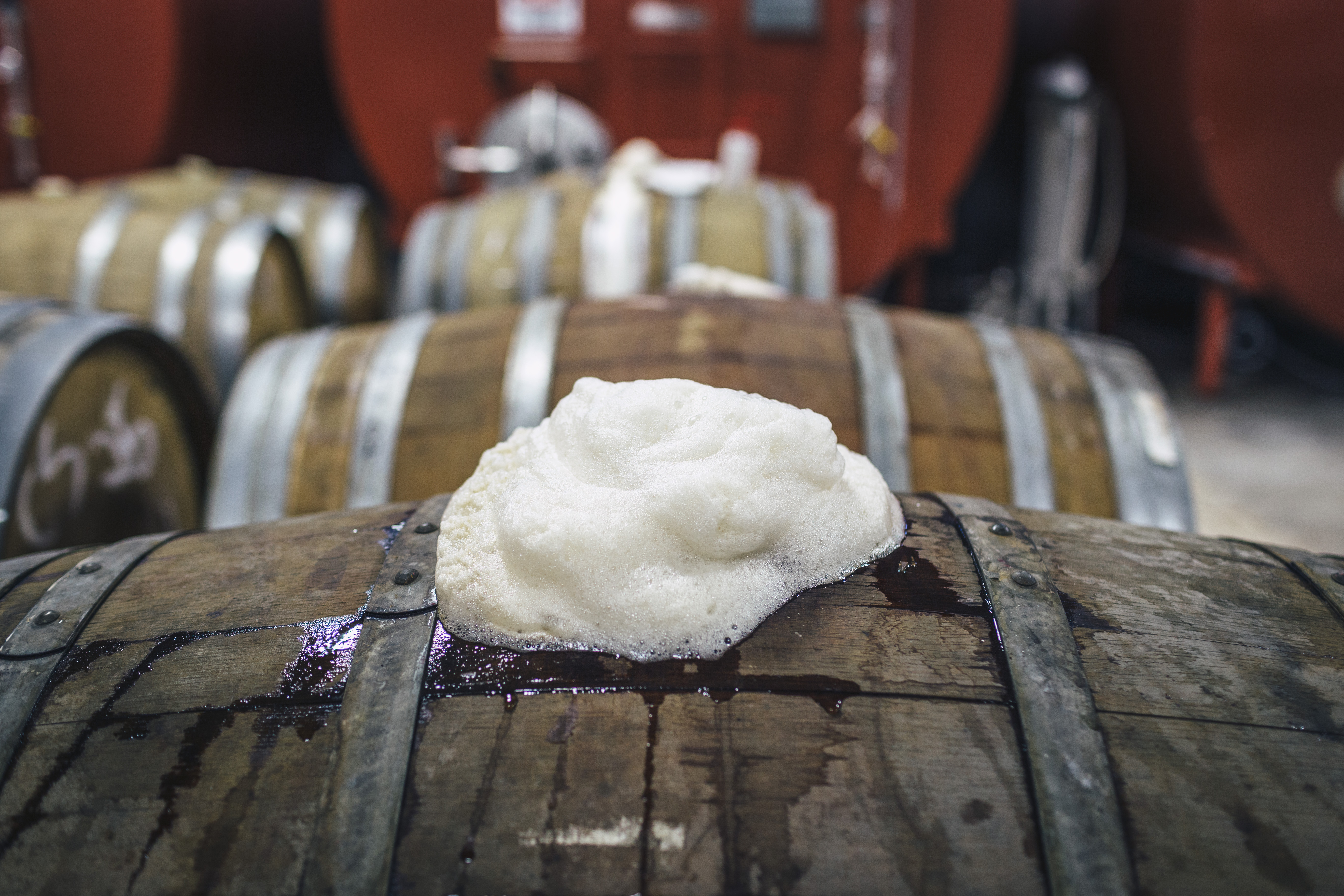
Erjed a bor a hordóban
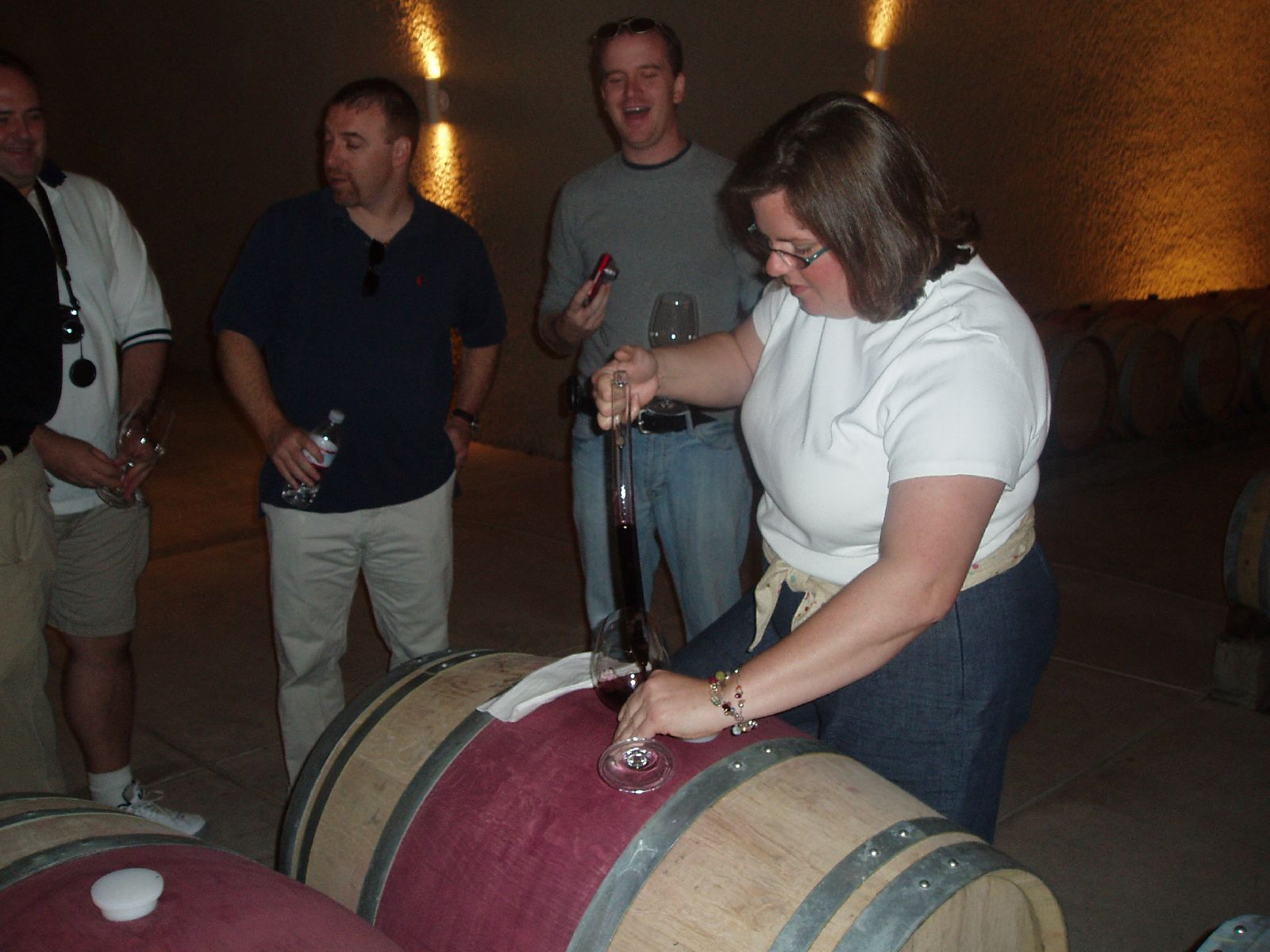
Bor kóstolása lopó[6] segítségével a hordóból
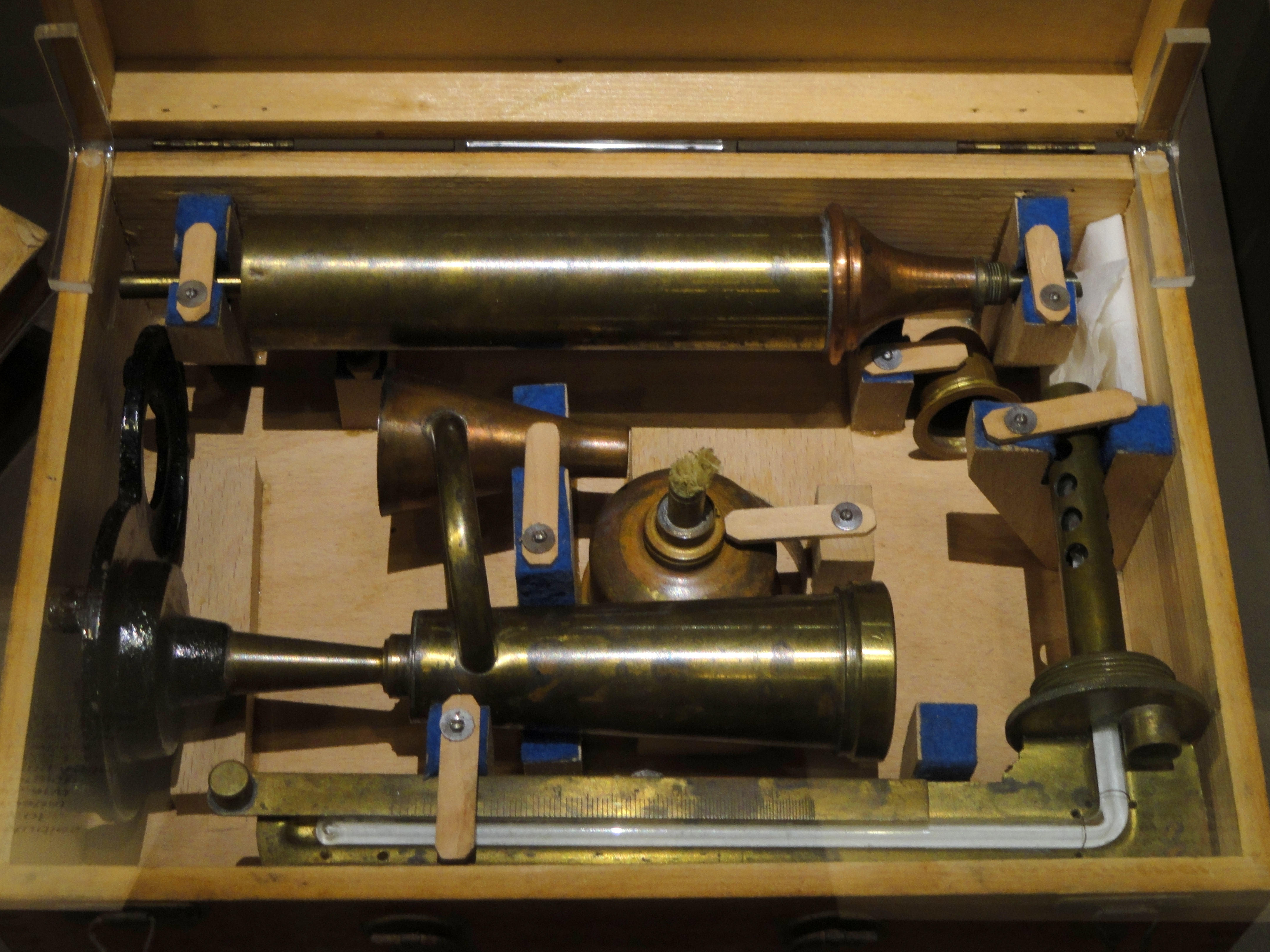
Ebullioszkóp